# Institut oriental de Chicago
L'Institut oriental de Chicago (Oriental Institute of Chicago) abrite la plus importante collection d’artefacts du Moyen-Orient antique aux États-Unis. Le musée, qui fait partie d'un institut de recherche de l'université de Chicago, possède plus que 100 000 objets.

## L'Institut de recherche
Dès la fondation de l'université de Chicago en 1891, les études sur le Moyen-Orient antique occupent une place importante au sein de la faculté d'archéologie. Le premier président de l'université, William Rainey Harper, était professeur de langues sémitiques ; son frère, Robert Francis Harper, professeur d'assyriologie.
C'est en 1919 que l'institut est fondé, avec le soutien de John D. Rockefeller. Son premier président est James Henry Breasted, premier Américain à avoir obtenu un doctorat en égyptologie (de la faculté d'archéologie de Berlin). L'Institut oriental s'est toujours occupé depuis sa fondation de nombreuses excavations, d'où provient la majorité des objets des collections du musée. Les campagnes de fouilles les plus importantes concernent l'Assyrie et la Mésopotamie, notamment à Khorsabad.

## Le musée
Le musée de l'Institut oriental abrite plus de 100 000 objets, ce qui constitue un des plus importantes collections d'objets archéologiques du Moyen-Orient antique aux États-Unis.
Le musée a été ouvert en 1896, et le bâtiment qui abrite actuellement le musée et l'institut, financé par John D. Rockefeller, a été ouvert en 1931. Le musée a une fréquentation d'environ 60 000 visiteurs par an. Un projet d'aménagement des galeries s'est achevé en 2006.

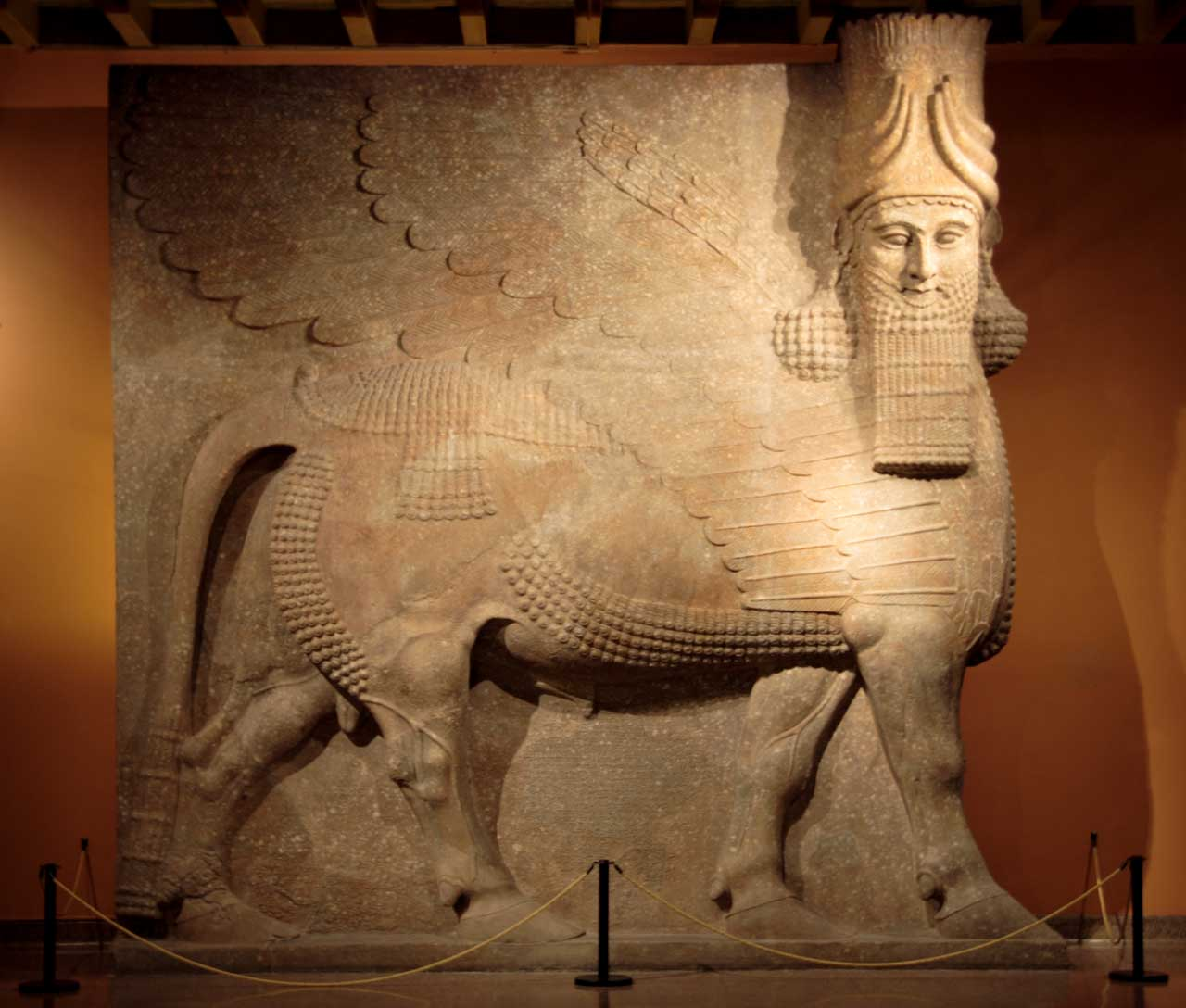
Taureau androcéphale assyrien trouvé à la forteresse de Sargon.